# 170e Infanteriedivisie (Wehrmacht)
De 170e Infanteriedivisie (Duits: 170. Infanterie-Division) was een Duitse infanteriedivisie tijdens de Tweede Wereldoorlog. De divisie nam deel aan de Duitse invasie in Denemarken in april 1940, maar kwam niet actief in actie in de veldtocht in het westen. Vanaf juni 1941 nam de divisie deel aan de strijd aan het oostfront, eerst in de zuidelijke sector en vanaf 1942 aan de noordelijke. De divisie capituleerde in mei 1945 in Oost-Pruisen.

## Geschiedenis

### Oprichting en training
De 170e Infanteriedivisie werd opgericht op 1 december 1939 op Oefenterrein Munsterlager in Wehrkreis X. De 170e Infanteriedivisie was een divisie van de 7e Aufstellungswelle. Deze Welle werd samengesteld eind 1939, toen de Wehrmacht zich voorbereidde op de Slag om Frankrijk. In deze 7e Welle-eenheden werden de antitankdetachementen ondersteund door een fietscompagnie. Ze waren bewapend met Duits materieel, in plaats van met het Tsjechoslowaakse materieel van de 5e en 6e Welle. De nieuwe divisie werd naar Oefenterrein Munsterlager verplaatst voor training. Tegen januari 1940 was de divisie op volledige sterkte nadat Feldersatz-Bataillone 28 en 30 waren toegevoegd.

### Veldtocht in Denemarken
Medio februari 1940 verhuisde de divisie naar het gebied rond Bremen als voorbereiding om Denemarken te bezetten als onderdeel van het Höheres Kommando z.b.V. XXXI als onderdeel van Operatie Weserübung. Op 8 en 9 september 1940 marcheerde de divisie zonder noemenswaardige incidenten Denemarken binnen en bezette de haar toegewezen locaties in Jutland en bleef daar vervolgens. Tussen 25 en 29 mei 1940 werd de divisie uit Denemarken getransporteerd naar Limburg.

### Veldtocht in het Westen
Tegen de tijd dat de divisie aankwam in Limburg, was de eerste fase van de veldtocht al bijna afgelopen. Maar ook in de tweede fase, Fall Rot, kwam de divisie niet in actie, maar trok slechts achter de fronttroepen aan vanaf Charleroi naar net ten noorden van Parijs. Vanaf oktober 1940 werd de divisie ingezet voor kustverdediging tussen de mondingen van de Seine en de Orne en bleef daar tot medio februari 1941. Toen volgde een verplaatsing terug naar Duitsland, naar Einbeck en in april 1941 verder naar Roemenië. Daar fungeerde de divisie als Lehrtruppe

### Veldtocht tegen de Sovjet-Unie
Vanaf 30 juni 1941 deed de divisie mee aan Operatie Barbarossa en rukte vanuit het gebied Iași op in oostelijke richting. Op 18 juli werd de Dnjestr overgestoken bij Jampol en begin september 1941 de Dnjepr bij Berislav. Daarna trok de divisie verder oostwaarts, noordelijk langs Melitopol en nam succesvol deel aan de Slag bij de Zee van Azov van eind september tot 11 oktober 1941. Na deze slag werd de divisie verplaatst naar de noordelijke toegang tot de Krim, de Landengte van Perekop. 

### Krim 1941/42

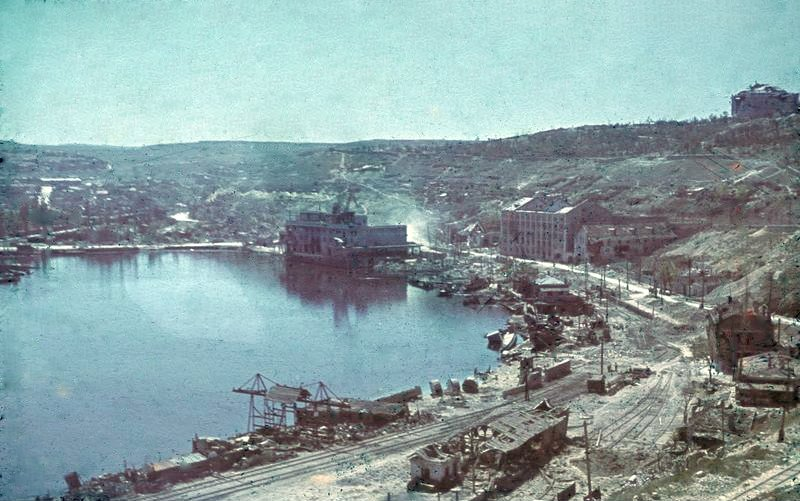
De divisie had een aandeel in de verovering van Sebastopol in 1942

Bij Perekop versterkte de divisie de daar al lopende aanval en daarop braken de Duitse troepen door de Sovjet verdediging en zwermden tegen eind oktober 1941 uit over de Krim. De divisie trok op naar de zuidkust van de Krim, rond Feodosia en veroverde deze stad op 3 november 1941. Daarna werd doorgestoten naar Kertsj . Vanaf 21 december werd de divisie ook ingezet voor de eerste grote aanval op Sebastopol. Maar op 31 december 1941 werd de aanval afgebroken en grote delen van het 11e Leger, waaronder de divisie, werden overgebracht naar het schiereiland Kertsj, waar de Sovjets geland waren. Hier werden de Sovjets tot staan gebracht, maar de gevechten duurden verschillende maanden. Pas tijdens Operatie Trappenjagd, in mei 1942, werden de Sovjets van het schiereiland verdreven en de divisie veroverde uiteindelijk Kertsj op 20 mei 1942. Daarop keerde de divisie terug naar Sebastopol en was deel van de succesvolle aanval op en verovering van deze vesting in juni/juli 1942 in Operatie Störfang.

### Naar Heeresgruppe Nord
Er volgde een korte pauze, waarin de divisie zich kon herstellen. Daarna werd de divisie in de eerste twee weken van augustus 1942 per trein naar het gebied rond Leningrad vervoerd, om daar deel te gaan nemen aan een nieuwe poging om de stad in te nemen, dit keer door het 11e Leger (Operatie Nordlicht). Maar daar net aangekomen, openden de Sovjets hun Sinyavino-offensief. De divisie kwam in actie in de verdediging en de daaropvolgende tegenaanvallen. Door de Duitse verliezen kwam het daarna niet meer tot hun eigen offensief. De divisie kwam ten oosten van Leningrad langs de Neva bij Sjlisselburg in de frontlinie. Hier kreeg de divisie de volle laag in de Tweede Ladogaslag in januari 1943 en moest terugtrekken. Daarna werd de divisie ten zuiden van Leningrad ingezet en vervolgens zuidwestelijk, meest omgeving Poelkovo. Hier beleefde de divisie ook het Sovjet winteroffensief van januari 1944. De divisie werd, met alle Duitse troepen hier weggedreven van Leningrad en moest op de terugtocht. Deze eindigde voorlopig rond Narva. In het gelijknamige bruggenhoofd kwam de divisie in actie tot juni 1944. Op 12 februari 1944 werden de resten van de 10e Luftwaffen-Felddivisie in de divisie opgenomen.

### Operatie Bagration
Eind juni 1944 werd Heeresgruppe Mitte vernietigd in het Sovjet offensief Operatie Bagration in Wit-Rusland. OP 28 juni 1944 werd de divisie op treintransport gezet om te helpen het gat in de frontlinie op te vullen. De divisie werd naar Molodetsjno gebracht en daar samen met de 5e Pantserdivisie samengevoegd tot Kampfgruppe von Saucken. Molodetsjno kon tegen de overmacht van het Rode Leger niet verdedigd worden. Een deel van de divisie werd ingezet in Vilnius, dat een Fester Platz gedoopt was. Bij de inname van deze stad door het Sovjet 5e Garde Tankleger, gingen het Grenadier-Regiment 399 en het Artillerie-Regiment 240 vrijwel geheel verloren. De rest van de divisie ondernam een terugtocht via Lida naar Oost-Pruisen. Hier betrok de divisie een verdedigende stelling tot augustus 1944 westelijk van Suwałki. De hier opvolgende maanden brachten, met uitzondering van enkele gevechten in september en oktober, ook rust en tijd voor herbouw.

### Eindstrijd 1945
Vanaf 14 januari 1945 was de divisie weer verwikkeld in zware defensieve gevechten door het Sovjet winteroffensief. De divisie was deel van het 41e Pantserkorps en moest vanaf 21 januari 1945 zijn stellingen opgeven en richting het noordwesten terugtrekken. De divisie werd, met het 4e Leger de Heiligenbeil-pocket ingedreven. De divisie was deel van de strijdmacht die een uitbraakpoging opzette, Operatie Tarnkappe. De 170e Infanteriedivisie kwam het verst en kon tot vlak voor Preuβisch Holland komen (± 35 km opgerukt). De divisie raakte echter een compleet regiment kwijt dat zonder munitie was komen zitten. Daarna moest de uitbraakpoging opgegeven worden. De Heiligenbeil-pocket werd daarop door de Sovjets systematisch kleiner gemaakt. Tegen eind maart 1945 was er niet veel over en de resten van de 170e Infanteriedivisie hielden samen met de 24e Pantserdivisie de laatste perimeter bij Balga. Tot 29 maart werden de laatste soldaten via het Frisches Haff geëvacueerd naar de Frische Nehrung. Op deze schoorwal werd de divisie stapsgewijs teruggedreven, tot eind april 1945 Stutthof bereikt werd. Hier konden de magere resten van de divisie standhouden tot de algehele Duitse capitulatie.

### Einde
De 170e Infanteriedivisie gaf zich over aan Sovjettroepen bij Stutthof op 9 mei 1945.

## Commandanten
| Rang                                                | Naam                        | Begin            | Eind             |
| --------------------------------------------------- | --------------------------- | ---------------- | ---------------- |
| Generalmajor vanaf 1 augustus 1941 Generalleutnant  | Walter Wittke               | 1 december 1939  | 8 januari 1942   |
| Generalmajor vanaf 1 januari 1943 Generalleutnant   | Erwin Sander                | 8 januari 1942   | februari 1943    |
| Generalmajor vanaf 1 september 1943 Generalleutnant | Walther Krause              | 25 februari 1943 | 15 februari 1944 |
| Oberst                                              | Franz Griesbach             | 15 februari 1944 | 16 februari 1944 |
| Oberst vanaf 1 juni 1944 Generalmajor               | Siegfried Haß               | 16 februari 1944 | 18 mei 1944      |
| Generalmajor                                        | Franz Eccard von Bentivegni | 18 mei 1944      | 10 juli 1944     |
| Generalleutnant                                     | Siegfried Haß               | 10 juli 1944     | 9 mei 1945       |

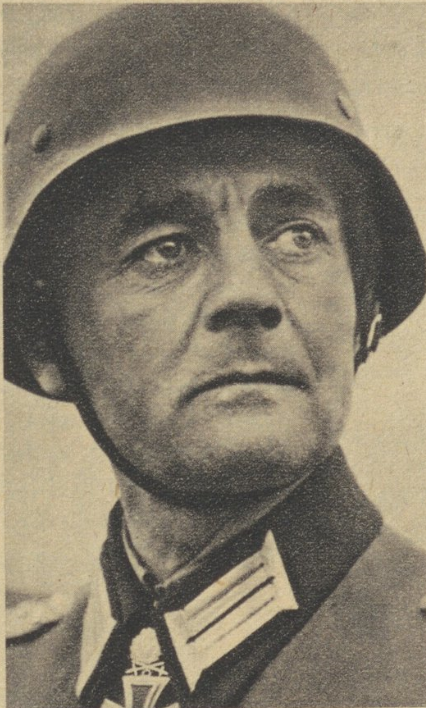
Oberst Franz Griesbach

Oberst Griesbach was slechts een dag bevelhebber, toen hij door een granaatsplinter zwaar gewond raakte en in een lazaret belandde.

## Bovenliggende bevelslagen
| Legerkorps               | Leger              | Legergroep                      | Plaats/regio               | Begin             | Eind              |
| ------------------------ | ------------------ | ------------------------------- | -------------------------- | ----------------- | ----------------- |
| Stellv.Gen.Kdo. X        |                    | Wehrkreis X                     | Heimat                     | 1 december 1939   | 8 april 1940      |
| H.Kd. z.b.V. XXXI        |                    | OKH                             | Denemarken                 | 9 april 1940      | 12 april 1940     |
| H.Kd. z.b.V. XXXI        |                    | Befh. d.dt. Truppen in Dänemark | Denemarken                 | 12 april 1940     | 26 mei 1940       |
| z. Vfg. OKH              |                    |                                 | Limburg, België, Frankrijk | 26 mei 1940       | 26 juni 1940      |
| H.Kd. z.b.V. XXXII       | 16. Armee          | Heeresgruppe A                  | Lille                      | juli 1940         | juli 1940         |
| H.Kd. z.b.V. XXXII       | 9. Armee           | Heeresgruppe A                  | Noord-Frankrijk            | augustus 1940     | 31 oktober 1940   |
| 43e Legerkorps           | 9. Armee           | Heeresgruppe A                  | Noord-Frankrijk            | 1 november 1940   | januari 1941      |
| direct onder bevel       | 9. Armee           | Heeresgruppe A                  | Noord-Frankrijk            | februari 1941     |                   |
| 52e Legerkorps           | 11. Armee          | Heeresgruppe C                  | Heimat                     | 22 februari 1941  | 14 april 1941     |
| 47e Gemotoriseerde Korps | 11. Armee          | Heeresgruppe C                  | Heimat                     | 15 april 1941     | 23 april 1941     |
|                          | Heeresmission      | OKH                             | Ploesti                    | 24 april 1941     | 24 mei 1941       |
| direct onder bevel       | 11. Armee          | OKH                             | Ploesti                    | 24 mei 1941       | 3 juni 1941       |
| 54e Legerkorps           | 11. Armee          | Heeresgruppe Süd                | Roemenië                   | 3 juni 1941       | 29 juni 1941      |
| 30e Legerkorps           | 11. Armee          | Heeresgruppe Süd                | Proet, Iași                | 29 juni 1941      | 8 juli 1941       |
| direct onder bevel       | 11. Armee          | Heeresgruppe Süd                | Oekraïne                   | 8 augustus 1941   | 5 september 1941  |
| 49e Bergkorps            | 11. Armee          | Heeresgruppe Süd                | Berislav, Dnjepr           | 5 september 1941  | 25 september 1941 |
|                          | 3e Roemeense Leger | Heeresgruppe Süd                | Melitopol                  | 25 september 1941 | 11 oktober 1941   |
| 30e Legerkorps           | 11. Armee          | Heeresgruppe Süd                | Perekop                    | 11 oktober 1941   | 23 oktober 1941   |
| 54e Legerkorps           | 11. Armee          | Heeresgruppe Süd                | Krim                       | 23 oktober 1941   | 30 oktober 1941   |
| 42e Legerkorps           | 11. Armee          | Heeresgruppe Süd                | Krim                       | 30 oktober 1941   | 8 november 1941   |
| 30e Legerkorps           | 11. Armee          | Heeresgruppe Süd                | Krim                       | 9 november 1941   | mid december 1941 |
| 42e Legerkorps           | 11. Armee          | Heeresgruppe Süd                | Krim                       | mid december 1941 | januari 1942      |
| 30e Legerkorps           | 11. Armee          | Heeresgruppe Süd                | Krim                       | januari 1942      | maart 1942        |
| 42e Legerkorps           | 11. Armee          | Heeresgruppe Süd                | Krim                       | maart 1942        | 8 mei 1942        |
| 30e Legerkorps           | 11. Armee          | Heeresgruppe Süd                | Krim                       | 8 mei 1942        | 17 mei 1942       |
| 42e Legerkorps           | 11. Armee          | Heeresgruppe Süd                | Krim                       | 18 mei 1942       | 25 mei 1942       |
| direct onder bevel       | 11. Armee          | Heeresgruppe Süd                | Krim                       | 25 mei 1942       | 31 mei 1942       |
| 30e Legerkorps           | 11. Armee          | Heeresgruppe Süd                | Krim                       | 1 juni 1942       | 11 juni 1942      |
| 54e Legerkorps           | 11. Armee          | Heeresgruppe Süd                | Krim, Sebastopol           | 11 juni 1942      | 2 augustus 1942   |
| direct onder bevel       | 11. Armee          | Heeresgruppe Nord               | Krim, Leningrad            | 2 augustus 1942   | 5 augustus 1942   |
| direct onder bevel       | 18. Armee          | Heeresgruppe Nord               | Leningrad                  | 5 augustus 1942   | 27 augustus 1942  |
| direct onder bevel       |                    | Heeresgruppe Nord               | Leningrad                  | 27 augustus 1942  | 28 augustus 1942  |
| 26e Legerkorps           | 18. Armee          | Heeresgruppe Nord               | Leningrad                  | 27 augustus 1942  | 5 september 1942  |
| 30e Legerkorps           | 18. Armee          | Heeresgruppe Nord               | Leningrad                  | 5 september 1942  | 6 oktober 1942    |
| 26e Legerkorps           | 18. Armee          | Heeresgruppe Nord               | Leningrad                  | 6 oktober 1942    | 19 oktober 1942   |
| 30e Legerkorps           | 18. Armee          | Heeresgruppe Nord               | Leningrad                  | 19 oktober 1942   | 5 november 1942   |
| 54e Legerkorps           | 18. Armee          | Heeresgruppe Nord               | Leningrad                  | 6 november 1942   | 14 december 1942  |
| 26e Legerkorps           | 18. Armee          | Heeresgruppe Nord               | Leningrad                  | 15 december 1942  | 17 februari 1943  |
| direct onder bevel       | 18. Armee          | Heeresgruppe Nord               | Leningrad                  | 17 februari 1943  | 23 februari 1943  |
| 50e Legerkorps           | 18. Armee          | Heeresgruppe Nord               | Leningrad                  | 24 februari 1943  | 11 maart 1943     |
| 54e Legerkorps           | 18. Armee          | Heeresgruppe Nord               | Leningrad                  | 11 maart 1943     | 12 maart 1943     |
| 50e Legerkorps           | 18. Armee          | Heeresgruppe Nord               | Leningrad                  | 12 maart 1943     | 18 maart 1943     |
| 54e Legerkorps           | 18. Armee          | Heeresgruppe Nord               | Leningrad                  | 18 maart 1943     | 2 april 1943      |
| 50e Legerkorps           | 18. Armee          | Heeresgruppe Nord               | Leningrad                  | 2 april 1943      | januari 1944      |
| 54e Legerkorps           | 18. Armee          | Heeresgruppe Nord               | Leningrad                  | februari 1944     | 23 februari 1944  |
| direct onder bevel       | AA Narwa           | Heeresgruppe Nord               | Narwa                      | 23 februari 1944  | april 1944        |
| 43e Legerkorps           | AA Narwa           | Heeresgruppe Nord               | Narwa                      | mei 1944          |                   |
| 26e Legerkorps           | AA Narwa           | Heeresgruppe Nord               | Narwa                      | juni 1944         | 28 juni 1944      |
| 39e Pantserkorps         | 4. Armee           | Heeresgruppe Mitte              | Vilnioes                   | juli 1944         |                   |
| 41e Pantserkorps         | 4. Armee           | Heeresgruppe Mitte              | Suwałki                    | juli 1944         |                   |
| 27e Legerkorps           | 4. Armee           | Heeresgruppe Mitte              | Suwałki                    | augustus 1944     | augustus 1944     |
| 41e Pantserkorps         | 4. Armee           | Heeresgruppe Mitte              | Suwałki                    | augustus 1944     |                   |
| 6e Legerkorps            | 4. Armee           | Heeresgruppe Mitte              | Suwałki                    | november 1944     | december 1944     |
| 41e Pantserkorps         | 4. Armee           | Heeresgruppe Mitte              | Oost-Pruisen               | januari 1945      | maart 1945        |
| 6e Legerkorps            | Armee Ostpreußen   |                                 | Suwałki                    | 10 april 1945     | mei 1945          |

## Samenstelling
- Infanterie-Regiment 391
- Infanterie-Regiment 399
- Infanterie-Regiment 401
- Artillerie-Regiment 240 (vier Abteilungen)
- Panzerjäger-Abteilung 240 (antitankbataljon)
- Pionier-Bataillon 240 (geniebataljon)
- Nachrichtenabteilung 240 (verbindingsbataljon)
- Nachschubstruppen (bevoorradingstroepen)